# Świerczówka
Świerczówka – struga w województwie podkarpackim, dopływ Przyrwy o długości 10 km.
Struga wypływa ze źródła w Kosowach. Później przepływa przez Hucinę, Siedlankę, Nową Wieś, Świerczów i uchodzi do Przyrwy nieopodal Dubasu (przysiółek Zarębek).
W źródłach pojawia się po raz pierwszy w 1890 jako pot. Swierczowski, a następnie jako Świerczów (1935, 1965) i Świerczówka (1961, 2006).
Jednym z gatunków występujących w Świerczówce są raki.